# Kaybitsky (distrito)
Kaybitsky (em tártaro:  Кайбыч районы, Qaybıç rayonı) é um distrito do Tartaristão, uma das repúblicas da Rússia.

## História
Antes de 1920 a área era na área e municípios Sviyazhsky Tetyushsky 1920-1927 só Sviyazhsky cantão. 14 de fevereiro de 1927 foi formada com o centro da região de Ulyanovsk, no Ulyankovo aldeia, e de 01 agosto de 1927 o distrito mudou-se para o centro da vila e da área de Big Kaybitsy renomeado Kaybitsky. 17 mai 1956 foi abolida Podberezinsky distrito, e seu território foi declarado área Kaybitsky. 04 de janeiro de 1963 distrito Kaybitsky foi abolido e seu território atribuído à área Apastovkomu. 19 de abril de 1991 área Kaybitsky foi restabelecida uma vez mais.